# بيت دوالية (أرحب)

تعديل مصدري - تعديل

بيت دوالية هي إحدى قرى عزلة بني على بمديرية أرحب التابعة لمحافظة صنعاء، بلغ تعداد سكانها 68 نسمة حسب تعداد اليمن لعام 2004.